# Allocyttus
Allocyttus is een geslacht van straalvinnige vissen uit de familie van oreos (Oreosomatidae). Het geslacht is voor het eerst wetenschappelijk beschreven in 1914 door McCulloch.

## Soorten
- Allocyttus folletti Myers, 1960
- Allocyttus guineensis Trunov & Kukuev, 1982
- Allocyttus niger James, Inada & Nakamura, 1988
- Allocyttus verrucosus (Gilchrist, 1906)